# Šest zápalek
Šest zápalek (1960, Шесть спичек) je sbírka vědeckofantastických povídek ruských sovětských spisovatelů bratrů Strugackých. Sbírka obsahuje povídky, které bratři spolu napsali v letech 1958–1960. Některé z nich mají velmi blízko k jejich fiktivnímu vesmíru Svět Poledne.

## Seznam povídek ve sbírce
- Cizinci (1960, Извне), povídka o návštěvě z vesmíru na naší planetě, česky také jako Návštěva.
- Hloubkový průzkum (1960, Глубокий поиск), povídka byla později zařazena do sbírky Poledne, 22. století.
- Zapomenutý experiment (1959, Забытый эксперимент), povídka odehrávající se v zóně, kde se po dávném jaderném výbuchu dějí podivné věci.
- Šest zápalek (1958, Шесть спичек), povídka řeší problém člověka, který přináší svůj život jako oběť vědě.
- Zkouška SKYBR (1959, Испытание СКИБР), povídka o testování Systému KYBbernetických Robotů (Система КИБернетических Разведчиков), kteří jsou připravováni jako automatičtí průzkumníci pro chystaný mezihvězdný let Antona Bykova, vnuka meziplanetárního letce Alexeje Bykova z románu Planeta nachových mračen.
- Zvláštní předpoklady (1959, Частные предположения), povídka úzce související se Světem Poledne a popisující experiment, díky kterému se kosmická loď vrací na Zem po půl roce od startu, ačkoliv na její palubě uběhlo sedmnáct let a ačkoliv by se podle relativistických efektů měla vrátit až za 250 let. Během letu výprava objeví planetu, kterou pojmenují Růžena podle manželky velitele výpravy Valentina Petrova, krásné české zpěvačky. V povídce je zmíněn meziplanetární syn Alexeje Bykov, Anton Bykov, a také Leonid Gorbovskij, jedna z hlavních postav Světa Poledne.
- Porážka (1959, Поражение), povídka byla později zařazena do sbírky Poledne, 22. století.

## Česká vydání
Sbírka jako celek česky nevyšla, pouze jednotlivé povídky v různých časopisech a antologiích. Povídka Zkouška SKYBR česky ještě nevyšla.
- Cizinci, povídka vyšla v antologii Druhé povídky z vesmíru, Svět sovětů, Praha 1962, přeložil Jaroslav Piskáček, a pod názvem Návštěva v antologii Stvořitelé nových svět Albatros, Praha 1980, přeložil Ivo Železný.
- Hloubkový průzkum, povídka je obsažena ve sbírce Poledne, 22. století, Práce, Praha 1980, přeložil Josef Týč.
- Zapomenutý experiment, vydáno v časopise Sovětská literatura 1983/8.
- Šest zápalek, vydáno v antologii Povídky z vesmíru, Svět sovětů, Praha 1961 a v antologii Riziko nesmrtelnosti, Lidové nakladatelství, Praha 1985, přeložil Jaroslav Piskáček.
- Zvláštní předpoklady, vydáno v antologii Napříč nekonečnem SNDK, Praha 1963 a v antologii Třetí povídky z vesmíru, Svět sovětů, Praha 1963, přeložil Jaroslav Piskáček.
- Porážka, povídka je obsažena ve sbírce Poledne, 22. století, Práce, Praha 1980, přeložil Josef Týč.